# Apanteles pisenor
Apanteles pisenor är en stekelart som beskrevs av Nixon 1965. Apanteles pisenor ingår i släktet Apanteles och familjen bracksteklar. Inga underarter finns listade i Catalogue of Life.